# 日本口腔外科学会
公益社団法人日本口腔外科学会（にほんこうくうげかがっかい、Japanese Society of Oral and Maxillofacial Surgeons;JSOMS）とは、口腔外科学を中心とした学問を取り扱う専門学術団体の一つである。公益社団法人。

## 概要
1933年に発足した口腔外科集談会が1935年に口腔外科学会に改称した、2012年9月3日に公益社団法人へ移行した。2012年8月31日現在会員数は9,941名。長く歯科系の学会の中では最大数の学会であったが、日本口腔インプラント学会が2008年末8月に日本口腔外科学会の会員数を超えた。2013年現在、理事長は栗田賢一

## 総会
- 年1回

## 本部事務局
- 〒108-0074　東京都港区高輪2-20-26-202

## 地方会
- 北日本
- 関東
- 中部
- 近畿
- 中国・四国
- 九州

## 学会誌
- 『日本口腔外科学会雑誌』年13回発刊 ISSN:0021-5163 OCLC Number:32557897

## 専門認定
- 歯科医師　医師
  - 口腔外科専修医 2012年8月31日現在570名[3]
  - 口腔外科専門医 2012年8月31日現在1,820名[3]
  - 口腔外科指導医 2012年8月31日現在820名[3]
- 研修施設
  - 研修施設 2012年8月31日現在267施設[3]
  - 関連研修施設 2012年8月31日現在185施設[3]

## 学会賞
- 学会賞
- 学術奨励賞
- ゴールドリボン賞

## 大会等
| 年     | 月日           | 名称                                             | 会長     | 会場                            | テーマ                                   | 参加者数 | 備考        |
| ------ | -------------- | ------------------------------------------------ | -------- | ------------------------------- | ---------------------------------------- | -------- | ----------- |
| 2012年 | 10月19日～21日 | 第57回公益社団法人日本口腔外科学会総会・学術大会 | 木村博人 | 横浜国際平和会議場              | サイエンスとアートの継承と発展           |          | [ 7 ] [ 8 ] |
| 2013年 | 10月11日～13日 | 第58回公益社団法人日本口腔外科学会総会・学術大会 | 杉原一正 | 福岡国際会議場 マリンメッセ福岡 | 日本の口腔外科学のグローバル化をめざして |          | [ 9 ]       |
| 2014年 | 10月17日～19日 | 第59回公益社団法人日本口腔外科学会総会・学術大会 | 後藤昌昭 | 幕張メッセ                      | クォ・ヴァディス 口腔外科                |          | [ 10 ]      |

## 加盟団体
- 日本歯科医学会
- 日本歯学系学会協議会
- 歯学系学会社会保険委員会連合

## 関連学会
- 日本歯科医学会
- 日本医学会／日本形成外科学会
- 日本口腔科学会／日本小児口腔外科学会／日本口蓋裂学会／日本顎変形症学会／日本顎関節学会／日本口腔顎顔面外傷学会
- 日本癌学会／日本癌治療学会／日本頭頸部癌学会／日本口腔腫瘍学会／日本化学療法学会
- 日本口腔診断学会／日本顎顔面補綴学会／日本歯科放射線学会／日本有病者歯科医療学会／日本歯科心身医学会／日本歯科麻酔学会／日本歯科薬物療法学会／日本臨床口腔病理学会／日本顎顔面インプラント学会／日本レーザー歯学会／日本口腔内科学会
- 国際口腔顎顔面外科学会／アジア口腔顎顔面学会／アメリカ口腔顎顔面外科学会／ヨーロッパ頭蓋顎顔面外科学会／大韓口腔顎顔面外科学会

## 関連事項
- 歯学／歯科
- 口腔外科学
- 学会の一覧／研究会